# クブラト・プレフ
クブラト・プレフ（Kubrat Pulev、1981年5月4日 - ）は、ブルガリアのプロボクサー。ソフィア出身。現WBA世界ヘビー級レギュラー王者。ブルガリア初の世界王者。

## 来歴
幼少の頃からサッカーをしていたが、13歳ごろに元アマチュアボクサーの父親に半ば強制的にボクシングを始めさせられる。

### アマチュア時代
2001年、北アイルランドのベルファストで開催された世界選手権にヘビー級(91kg)で出場。準々決勝でスルタン・イブラギモフに敗れた
。
2003年、タイのバンコクで開催された世界選手権にヘビー級で出場。1回戦でオドラニエル・ソリスに敗れた
。
2005年、中華人民共和国の綿陽市で開催された世界選手権にスーパーヘビー級(91kg超)で出場。準決勝でオドラニエル・ソリスに敗れたが銅メダルを獲得
。
2007年、アメリカのシカゴで開催された世界選手権にスーパーヘビー級で出場。3回戦でロベルト・カンマレーレに敗れた。
2008年、北京オリンピックにスーパーヘビー級で出場するが1回戦でオスカル・リバスに敗れ敗退。
2009年、イタリアのミラノで開催された世界選手権にスーパーヘビー級で出場するが準々決勝でロベルト・カンマレーレに敗退。

### プロ時代

#### ドイツ拠点時
2009年9月19日、ドイツのノイブランデンブルクにてヘビー級でデビュー戦を行い2回TKO勝ち。
2010年1月30日、ノイブランデンブルクでマット・スケルトンに4回KO勝ち。
2012年1月14日、ドイツのオッフェンブルクでマイケル・スプロットに9回棄権勝ち。
2012年5月5日、ドイツのエアフルトでアレクサンデル・ディミトレンコとIBFインターナショナルヘビー級タイトルマッチとEBU欧州同級王座決定戦を行い、11回KO勝ちを収めIBFインターナショナル王座2度目の防衛とEBU王座獲得に成功した。
2012年9月29日、ドイツのハンブルクでアレクサンダー・ウスティノフとIBFインターナショナル・EBU欧州ヘビー級タイトルマッチを行い、11回KO勝ちを収めIBFインターナショナル王座3度目の防衛とEBU王座初防衛に成功した。
2013年6月1日、EBUの2012年チャンピオン・オブ・ジ・イヤーに選出され、オーストリア・ウィーンで開催された年次ミーティングで授賞式に出席した。
2013年8月24日、約1年ぶりの試合としてドイツのシュヴェリーンでIBF世界ヘビー級4位のトニー・トンプソンとEBU欧州ヘビー級タイトルマッチおよびIBF世界ヘビー級王座挑戦者決定戦で対戦し12回3-0（116-11、118-110、117-111）で判定勝ちを収め4度目の防衛成功と同時にウラジミール・クリチコへの挑戦権を獲得した。当初は他のIBFランカーと挑戦者決定戦を行う予定だったが、トーマス・アダメク、ルスラン・チャガエフ、タイソン・フューリーがプレフとの対戦を拒否したためトニー・トンプソンとの間で挑戦者決定戦が行われた。
2014年9月6日、ウラジミール・クリチコに挑戦する予定だったが、クリチコが試合2週間前のオーストリアでスパーリング中に左腕の上腕二頭筋を負傷し試合が延期された。
2014年11月15日、ハンブルクのO2ワールド・ハンブルクにてWBA・IBF・WBO世界ヘビー級スーパー王者ウラジミール・クリチコとWBA・IBF・WBO世界同級タイトルマッチを行うも、5回2分11秒KO負けを喫し王座獲得に失敗した。また、プレフがIBF以外の団体へのタイトル認定料の支払いを拒んだため、プレフが勝利した場合にはIBF世界王座のみ獲得できる変則的な形で試合が行われた。
2016年5月7日、ハンブルクのO2ワールド・ハンブルクでIBF世界ヘビー級6位のデレック・チゾラとEBU欧州ヘビー級王座決定戦・IBF世界ヘビー級ランキング2位決定戦を行い、12回2-1（116-112、118-110、113-115）の判定勝利を収めEBU王座返り咲きに成功、勝利によりIBF世界同級ランキング2位に浮上した。
2016年12月3日、母国ブルガリアで自身初の試合でサミュエル・ピーターと対戦し、3回終了後にピーターが腕の負傷で棄権したため勝利した。
2017年10月16日、同月28日にWBA・IBF・WBO世界ヘビー級王者のアンソニー・ジョシュアとWBA・IBF・WBO世界同級タイトルマッチを行う予定だったが、プレフが肩を負傷して欠場した。
2018年5月25日、プレフとIBF世界ヘビー級4位のディリアン・ホワイトによるIBF世界ヘビー級挑戦者決定戦の入札が行われ、エピック・スポーツ&エンターテイメントが1,500,111ドル（約1億6千万円）で興行権を落札した。ファイトマネーの分配はプレフが落札額の75％にあたる1,125,083ドル（約1億2千万円）、ホワイトが25％にあたる375,027ドル（約4100万円）で、ホワイトを擁するマッチルーム・ボクシングの入札は831,111ドル（約9100万円）、プレフを擁するザウアーラント・イベントの入札は801,305ドル（約8800万円）だった。しかし、入札に参加したにもかかわらずディリアン・ホワイト陣営はジョセフ・パーカーとの試合を優先してしまったため、試合は消滅した。
2018年6月25日、プレフとIBF世界ヘビー級3位のジャレル・ミラーによるIBF世界ヘビー級挑戦者決定戦の入札が行われ、エピック・スポーツ&エンターテイメントが2,111,111ドル（約2億3千万円）で興行権を落札した。ファイトマネーの分配はプレフが落札額の75％にあたる1,583,334ドル（約1億7千万円）、ミラーが25％にあたる527,777ドル（約5800万円）で、プレフを擁するザウアーラント・イベントの入札は1,000,010ドル（約1億1千万円）だった。しかし、ミラーはプレフのホームであるブルガリアで対戦することを拒否し、またWBA世界ヘビー級正規王者マヌエル・チャーへの指名挑戦権を既に得ているため、最終的にプレフとの対戦を拒否し、試合は消滅した。
2018年10月27日、約1年6ヶ月ぶりの試合を地元ソフィアのアリーナ・アルメーツでIBF世界ヘビー級3位のヒューイ・フューリーとIBF世界同級挑戦者決定戦を行い、12回3-0（117-111、118-110、115-113）判定勝ちを収め、IBF世界ヘビー級王者アンソニー・ジョシュアへの挑戦権を獲得した。

#### トップランク所属時
2018年12月、トップランク社と契約した。
2019年3月23日、カリフォルニア州のザ・ハンガーでボグダン・ディヌと対戦し7回KO勝ちを収めた。試合後プレフがインタビュー中に突然女性インタビュアーの顔をつかんで無理やりキスをしたことで、女性インタビュアーは性的暴行事件に有力な弁護士を雇って記者会見を開き告発を行った。プレフはこれについて、女性インタビュアーは友人で勝利が嬉しかったのでキスをした、その後に彼女は祝勝会に参加したし、キスをした時もお互い笑っていたんだと弁明した。一方、女性インタビュアーはキスされてから笑ったのはショックでどう対応していいかわからなかったからで、プレフには尻を鷲掴みにもされた、プレフとは友達ではなく、祝勝会に参加したのは他の選手にインタビューをするためで、プレフが来たのは祝勝会の終わり近くになってからでインタビュー動画からキスの場面を削除するよう頼まれたと反論した。
2019年5月15日、カリフォルニア州アスレチック・コミッションはプレフに女性インタビュアーへのキス行為について2500ドル（約27万円）の罰金とセクシャルハラスメントの講習を受講するよう命じ、この条件を終えれば7月22日にボクシングライセンスの再申請を認めるとした。7月22日にカリフォルニア州アスレチック・コミッションによりボクシングライセンスの再交付を認められた。
2020年6月20日、トッテナム・ホットスパースタジアムでアンソニー・ジョシュアとの挑戦が決まっていたが新型コロナウイルスの影響で試合延期になった。
2020年12月12日、SSEアリーナでWBA・IBF・WBO・IBO世界ヘビー級王者のアンソニー・ジョシュアとWBA・IBF・WBO・IBO世界同級タイトルマッチを行うも、9回2分58秒KO負けを喫し王座獲得に失敗した。

#### MMA転向
2021年11月27日、クリンチ状態でのパンチによる攻撃が許されMMAグローブを付けて三角形のリングで行うボクシング興行「トリラー・コンバット」で元UFC世界ヘビー級王者フランク・ミアと対戦し、1回TKO勝ちを収めた。

#### 母国拠点時
2022年7月9日、ロンドンのO2アリーナでデレック・チゾラとWBAインターナショナルヘビー級王座決定戦を行い、12回1-2（116-112、114-116、112-116）の判定負けで王座獲得に失敗した。
2024年3月30日、地元ソフィアのアリーナ・アルメーツでWBA世界ヘビー級レギュラー王者のマヌエル・チャーとWBA世界同級タイトルマッチを行う予定だったが、チャーが2024年3月18日のトレーニング中に左上腕二頭筋を断裂し手術を受けたため延期となり、代役としてイホル・シェバズツキーとWBAインターナショナル同級王座決定戦を行い、12回3-0（117-111×3）の判定勝ちを収め王座を獲得した。
2024年12月7日、地元ソフィアのアリーナ・ソフィアでWBA世界ヘビー級レギュラー王者のマヌエル・チャーと仕切り直しで対戦し、12回3-0（117-111×2、116-112）の判定勝ちを収め王座獲得に成功、ブルガリアのプロボクサーでは男子初、また女子プロボクサーのガリーナ・コレヴァ・イヴァノヴァに次いで史上2人目の世界王者となった。
2025年、WBAはレギュラー王者のプレフと指名挑戦者のファビオ・ウォードリーとの指名防衛戦を指令したものの、交渉決裂により試合は消滅した

## 獲得タイトル
- アマチュアボクシング
  - 2005年世界ボクシング選手権大会 スーパーヘビー級 銅メダル
- プロボクシング
  - IBFインターナショナルヘビー級王座
  - EBU欧州ヘビー級王座
  - WBAインターナショナルヘビー級王座
  - WBA世界ヘビー級レギュラー王座（防衛0）